# Csupasz pisztoly a (z)űrben
A Csupasz pisztoly a (z)űrben  2000 októberében bemutatott amerikai, kanadai és német koprodukcióban készült sci-fi vígjáték. Az abszurd humorú filmben számos ismert filmre történik utalás, ismert emberek hasonmásai tűnnek fel. A film főszereplője Leslie Nielsen. Noha a film címének magyar fordítása a Csupasz pisztoly filmekre utal, azoktól teljesen függetlenül készült.

## Cselekmény
|  | Alább a cselekmény részletei következnek! |

2001, az emberiség nyugodtan éli hétköznapjait, közben fogalma sincs róla, hogy a rég felhagyottnak vélt Hold expedíciók nem maradtak abba, sőt Vegan néven már egy állandó, titkos holdbázis is működik, ahol egyrészt klónkísérletek folynak, másrészt földönkívüli fajok tucatjainak képviselői is megtalálhatók.
A legtitkosabb államhivatal tudomására jut, hogy az amerikai elnök, Bill Clinton valójában egy klón, miközben az igazit a Veganon tartják fogva. Az ügy kinyomozására a kétbalkezes Dix magánnyomozót, a rendőrség alkalmi segítőjét és önkéntes kisállatmentőt a Veganra küldik. Nyomozása során mindössze három emberre számíthat: ezek Cassandra Menage, a bájos űrösszekötő, Valentino Di Pasquale, az olasz származású, igen lezser biztonsági főnök, valamint Bradford Shitzu hadnagy, akiről később kiderül, hogy kiborg.
Dix kétbalkezes nyomozása során a holdbázis szinte rommá válik, de kiderül, hogy az ármánykodás mögött a gonosz doktor Prett áll, a klónlabor vezetője. Célja, hogy az országok vezetőinek engedelmes klónokra cserélésével világuralomra törjön. Éppen most készült el második klónjuk, Szaddám Huszein, „egy vezető, akit mindenki szeret”. Clinton elnököt végül Dixék kiszabadítják és Fidel Castrónak álcázva titokban visszajuttatják a Földre, majd a klónelnököt annak kocogása közben egy bokorban kicserélik a valódira. A klónt elfogják, az igazi Párizsba utazik, egy nagyszabású gálaestélyen való részvételre.
Ekkor azonban váratlan fordulat történik. Egy eltávolított anyajegy miatt kiderül, a most elfogott, klónnak vélt elnök a valódi, a Holdról hozott és Párizsba elutazott valójában a klón. Prett terve eleve az volt, hogy a Holdon elfogott és valódinak vélt klónt így juttatja a földre és cserélteti ki az igazival, ebben egy washingtoni politikus, Dix Holdra küldője is bűntársa volt.
Dix, Cassandra, Di Pasquale kapitány, Shitzu hadnagy és a valódi Clinton elindulnak a gálaestre, ahol a nemzetközi közélet színe-java előtt a Három Tenor lép fel. Az elnököt mindenképpen vissza kell cserélni az igazira. Míg a színpadon folyik az előadás, Dixék az alagsorban küzdenek a gonosz doktor Pratt embereivel. A Három Tenor műsorának fénypontja a Village People „In the Navy” dala, a nemzetközi közönség tombol a hallatán, ám Dixék a színpadsüllyesztő összevissza kapcsolgatásával tönkreteszik az előadást.
Az est díszvendége a színpadon szaxofonozó Clinton, ám a süllyesztőkészülékkel Dixék az igazit is a színpadra küldik, így egyszerre két, szaxofonozó Clinton kerül a színpadra, mindkettő saját magát mondva az igazinak. Végül szaxofontudásuk alapján derül ki, hogy melyikük az igazi. Pratték azonban nem hagyják magukat, az előadás végére az operaház is romokban hever, de Dixék végül győznek. Dix megmentette a világot, de a hírnév helyett inkább visszamegy nyomozónak Washingtonba, ahol „minden politikusnak törvényadta joga, hogy bűnöző legyen”.
|  | Itt a vége a cselekmény részletezésének! |

## Szereplők
- Leslie Nielsen – Richard 'Dick' Dix, a washingtoni rendőrség ügyefogyott nyomozója
- Ophélie Winter – Cassandra Menage, idegen fajok közötti összekötő a Veganon, mellesleg énekesnő
- Ezio Greggio – Captain Valentino Di Pasquale kapitány, a Vegan kétbalkezes biztonsági főnöke
- Peter Egan – Dr. Griffin Pratt, világuralomra törő őrült tudós
- Alexandra Kamp – Dr. Uschi Künstler, Pratt munkatársnője és bűntársa, valójában földönkívüli
- Damien Masson – Bill Clinton
- Pierre Edwards – Bradford Shitzu hadnagy, valójában kiborg
- David Fox – Osgood, politikus, Pratt bűntársa
- Sam Stone – Halverson rendőrfőnök, Dix főnöke
- Verona Pooth – Yetta Pussel, Pratt titkárnője

## Felidézett filmek
- Csillagok háborúja (idegen lények az űrbárban)
- Star Trek (Kirk és Spock említése a Veganon)
- Total Recall – Az emlékmás (a Vegan fogadóállomása)
- Támad a Mars (magas hangra szétrobbanó idegenek)
- Hatodik érzék („halottakat látok”)
- Men in Black – Sötét zsaruk (titokban itt élő idegen fajok, akikre külön hivatal ügyel)
- Terminátor („hasta la vista, baby”)
- Moonraker – Holdkelte , James Bond (Drax, az őrült tudós, aki egy űrbázisról akarja elfoglalni a Földet)
- Baljós árnyak (Darth Maul, aki szintén a Veganon él)
- Krokodil Dundee („ez neked egy pisztoly? EZ egy pisztoly!”)
- 2001: Űrodüsszeia (Kék Duna keringő, a fekete hasáb a Földön és az űrben, az űrkomp belseje)
- Terminátor – A halálosztó („visszatérek”)
- The Benny Hill Show (Clinton a cím alatti dalt szaxofonozza)
- Csúcsfejek (feltűnnek a filmben)
- Botrány az Operában (operaházi jelenet)
- Óvakodj a törpétől (a botrányos operaházi előadáson a pápa is részt vesz)

## A filmben említett, vagy feltűnt ismert emberek hasonmásai
- Fidel Castro
- Szaddám Huszein
- Bill Clinton
- Hillary Clinton
- Monica Lewinsky
- Gaucho Marx
- Michael Jackson
- Kiss együttes
- II. János Pál pápa
- Luciano Pavarotti
- José Carreras
- Plácido Domingo
- Hulk Hogan
- Madonna
- Prince
- Elvis Presley
- George H. W. Bush
- Dennis Rodman
- Michael Flatley
- Albert Einstein
- Drakula
- Quasimodo
- Oszáma bin Láden
- ZZ Top együttes

## Érdekességek
- A film kísérőzenéjét a Moszkvai Szimfonikus Zenekar játssza.
- A stáblista alatt különféle humoros feliratok jelennek meg, pl. aki kivárja a végét, ingyen teát és sütit kap a mozi büféjében. A stáblista végén ki van írva, sajnos tea és süti nincs, mert a büfés hazament, de kárpótlásul emberi szellentések hangjait hallhatjuk.
- Ophélie Winter francia színésznő és énekesnő, a Veganon előadott dalt, valamint a stáblista alatti dalt ő énekli.